# Chloë Agnew
Chloë Alexandra Adele Emily Agnew (Dublin, Ierland, 9 juni 1989) is een zangeres van Keltische muziek. Ze maakte deel uit van het muziekensemble Celtic Woman.

## Levensloop

### Jeugd
Agnew woont in Knocklyon, County Dublin bij haar moeder Adele King en haar jongere zus Naomi Agnew (1993). Haar moeder is een Ierse artiest, bekend onder haar artiestennaam Twink, en haar vader David Agnew is een hoboïst. Ze ging naar het Alexandra College, een meisjesschool in Milltown. Ze was voor het eerst op televisie te zien in het televisieprogramma van haar moeder toen ze vier weken oud was. Op zesjarige leeftijd zong ze in dit programma.
In 1998 heeft ze de Grand Prix van het First International Children's Song Competition in Caïro, Egypte gewonnen met het lied The Friendship Tree. Ze heeft vervolgens vier jaar pantomime gedaan in het Olympia Theatre in Dublin.
In 1999 was ze te zien in The Young Messiah, een moderne versie van Messiah van Georg Friedrich Händel.

### Carrière
In 2000 werd Agnew benaderd door David Downes om een lied te zingen voor het inzamelen van geld voor kinderen in Afghanistan. Ze nam het nummer Angel of Mercy op voor het album This Holy Christmas Night. Met dit lied werd meer dan 20.000 Britse pond opgehaald in 2001 voor het Afghan Children's Charity Fund.
In 2002 werd haar eerste album Chloë, in samenwerking met Downes, uitgebracht onder het label Celtic Collections. In 2004 volgde het album Chloë: Walking in the Air onder het label Manhattan Records. In 2004 werd ze ook gevraagd om te zingen bij het muziekensemble Celtic Woman in het The Helix theater in Dublin. Celtic Woman ging daarna op verscheidene wereldtournees en ze brachten drie albums uit.

## Discografie

### Albums
- Chloë (2002, 2008)
- Chloë: Walking in the Air (2004)

### Singles
| Single met eventuele hitnotering(en) in de Nederlandse Top 40 | Datum van verschijnen | Datum van binnenkomst | Hoogste positie | Aantal weken | Opmerkingen                 |
| ------------------------------------------------------------- | --------------------- | --------------------- | --------------- | ------------ | --------------------------- |
| Walking in the air                                            | 2013                  | -                     |                 |              | Nr. 93 in de Single Top 100 |